# PPŠ-41
PPŠ-41 (rus. Пистолет-пулемёт Шпагина; Pistoljet-Puljemjot Špagina) je sovjetski automat koji je bio jedno od najvažnijih masovno proizvedenih oružja te vrste u Drugom svjetskom ratu. Automat je dizajnirao Georgij Špagin kao alternativu za PPD-40 koji se pokazao preskupim i kompliciranim za proizvodnju.
PPŠ-41 koristi streljivo kalibra 7.62x25mm u klasičnom okviru od 35 ili bubanj-okvir sa 71 metkom. Puška zahtijeva malo održavanje u borbenim uvjetima.

## Povijest
Poticaj za razvoj automata PPŠ započeo je tokom Zimskog rata protiv Finske kada je sovjetska vojska spoznala da su automati veoma učinkoviti pri borbama prsa o prsa u šumama ili naseljenim urbanim područjima. Oružje je razvijeno sredinom 1941. a proizvodila ga je mreža više tvornica u Moskvi. Visoko pozicionirani članovi sovjetske komunističke partije bili su direktno odgovorni da proizvodnja teče svojim tijekom.
Nekoliko stotina automata proizvedeno je u studenom 1941. dok je još 155.000 pušaka proizvedeno u sljedećih pet mjeseci. Do proljeća 1942. tvornice koje su proizvodile automat PPŠ-41 proizvodile bi po 3000 pušaka dnevno. Sam automat je klasičan primjer jednostavnog dizajna koji služi masovnoj proizvodnji. Ostali slični primjeri koji su se proizvodili u vrijeme 2. svjetskog rata bili su M3, MP40 i Sten.
Dijelove puške (isključujući cijev) mogli su proizvoditi relativno nekvalificirani radnici s jednostavnom opremom te materijalima koji su dostupni u trgovini željeznim materijalima. Time su se kvalificirani radnici prebacivali na druge poslove. PPŠ-41 se satoji od 87 dijelova, u odnosu na PPD-40 koji se sastojao od 95 dijelova. Također, PPŠ-41 mogao se proizvesti za 7,3 strojna sata što je bilo daleko brže nego PPD koji se proizvodio za 13,7 sati.
Na terenu, PPŠ je bio oružje koje je zahtijevalo malo održavanje te je mogao ispaliti 900 metaka u minuti.
Do kraja Drugog svjetskog rata, proizvedeno je više od 6 milijuna PPŠ-eva. Sovjetska Crvena armija njime je često opremala cijele pukovnije, pa čak i cijele divizije. Osim klasičnih okvira od 35 metaka koji su bili dostupni od 1942., pješaštvo je moglo koristiti i bubanj-okvire koji su imali 71 metak. Bubanj-okvir bio je kopija bubanj-okvira s finskog automata Suomi M-31 SMG, koji je imao 71 metak. Sovjetski vojnici su u borbi najčešće koristili jedan bubanj-okvir i više klasičnih okvira.

## Karakteristike
Jedna od mana PPŠ-a bila je stavljanje okvira u pušku. Taj problem riješen je kod klasičnog okvira, ali kod bubanj-okvira postojao je visoki rizik da prilikom borbe okvir ispadne iz puške. Unatoč tim nedostacima, PPŠ-41 uvijek je bio cijenjen među sovjetskim vojnicima zbog pouzdanosti te učinkovitog usmrćivanja neprijatelja pri paljbi na bliskom dometu. Puška je koristila streljivo kalibra 7.62x25mm koje su koristili i pištolji Tokarev TT-33.
Vojnici njemačkog Wehrmachta koristili su taj automat kao ratni plijen te je bio omiljen kod Nijemaca. Budući da je sovjetsko streljivo 7.62x25mm Tokarev bilo slično njemačkom streljivu 7.63x25mm Mauser (korišteno na pištolju Mauser C96), njemački vojnici su lako dolazili do streljiva. U konačnici, zarobljeni PPŠ-41 postao je drugi najčešće korišteni automat njemačkih snaga. Nijemci su pokušali da se korišteni sovjetski automati modificiraju kako bi mogli koristiti streljivo 9mm Parabellum. Time bi puška bila u skladu s njemačkim standardima. Wehrmacht je konvertirani PPŠ-41 prihvatio kao MP41(r), dok su se nepromijenjeni automati koristili pod nazivom MP717(r). Nemodificirani PPŠ-41 koristio je streljivo 7.63x25mm Mauser, koje je dimenzijski identično streljivu 7.62x25mm, ali je nešto manje moćno. Wehrmacht je također tiskao i distribuirao korisničke upute na njemačkom jeziku o korištenju zarobljenih automata PPŠ-41.
Tijekom rata proizveden je i PPS, još pojednostavljen automat, koji je uveden u sovjetsku vojsku, iako on nije bio zamjena za PPŠ-41 tokom Drugog svjetskog rata.

## Inačice
- Tip 50: kineska kopija PPŠ-41. Za razliku od sovjetskog originala, kineski automat je koristio samo klasične okvire.[7]
- Tip 49: sjevernokorejska licencna kopija PPŠ-41. Ovaj model koristio je jedino bubanj-okvire.[7]
- K-50M: vijetnamski model automata koji je razvijen na temelju kineskog Tipa 50 kojeg je Vijetnam dobio od Kine tokom Vijetnamskog rata. Automat je imao promijenjeni rukohvat, cijev je skraćena, a kundak je izrađen od čelika.[8] Zbog tih promjena je vijetnamski automat bio za 500 grama lakši od sovjetskog PPŠ-a 41, te je težio 3,4 kg.[9] Puška je koristila klasični okvir od 35 metaka. Mogao se koristiti i bubanj-okvir, ali onda se trebao maknuti kundak s puške.[8]
- 2008. predstavljen je poluautomatski model automata PPŠ-41 pod nazivom SKL-41 za njemačko tržište. Ovaj model koristi streljivo 9mm Parabellum.

## Korisnici
- Mađarska:[10] Mađarska je koristila PPŠ-41 koje je početkom 1940-ih uzela kao "ratni plijen".
- Nacistička Njemačka:[6] njemačka vojska je tokom 2. svj. rata koristila zaplijenjene i modificirane PPŠ-41.
- NR Kina: u Kini su se proizvodila nelicencirane kopije pod oznakom Tip 50.[11]
- Sjeverna Koreja: zemlja je proizvodila licencne kopije pod oznakom Tip 49.[7]
- SSSR: automat ulazi u službu Crvene armije 1942.[11]
- Vijetnam:[2] Vijetnam je proizvodio vlastiti model K-50M koji je razvijen na temelju kineskog Tipa 50.

## Vanjske poveznice
- Video na kojem PPSh ispaljuje streljivo s bubanj-okvira
- Video paljbe PPSh automata
- 17 slika PPSh-41 i njegovih dijelova  Arhivirana inačica izvorne stranice od 3. ožujka 2009. (Wayback Machine)